# Рубен Олівера
Рубен Олівера (ісп. Rubén Olivera, нар. 4 травня 1983, Монтевідео) — уругвайський футболіст, що грав на позиції півзахисника. По завершенні ігрової кар'єри — тренер. Виступав за низку уругвайських і закордонних клубів, зокрема за «Данубіо» та «Ювентус», а також національну збірну Уругваю. Дворазовий чемпіон Уругваю. Дворазовий чемпіон Італії та дворазовий володар Суперкубка Італії з футболу.

## Клубна кар'єра
Рубен Олівера народився 1983 року в Монтевідео, та є вихованцем юнацької команди місцевого футбольного клубу «Данубіо». У 2000 році футболіст розпочав виступи за основну команду клубу, в якій грав до 2002 року, взявши участь у 50 матчах чемпіонату. У складі «Данубіо» Олівера був одним з головних бомбардирів команди, забивши 22 голи в 50 проведених матчах за клуб, а в 2001 році став у складі команди чемпіоном Уругваю.
У 2002 році Рубен Олівера став гравцем італійського клубу «Ювентус», проте до основного складу іменитого італійського клубу пробився не відразу, і, хоча й став у складі «старої сеньйори» дворазовим володарем Суперкубка Італії з футболу та чемпіоном Італії, в основній команді грав рідко, і в 2004 році уругвайця віддали в піврічну оренду до іспанського клубу «Атлетіко». Після повернення з оренди Олівера частіше почав грати в основі туринського клубу, і в сезоні 2004—2005 років удруге став у складі «Ювентуса» чемпіоном Італії.
У 2006 році «Ювентус» вчергове віддав уругвайського півзахисника в оренду, цього разу до італійського клубу «Сампдорія», а в 2008 році туринський клуб віддав Оліверу в оренду на батьківщину до клубу «Пеньяроль», у якому футболіст удруге став чемпіоном країни. У 2008—2009 роках футболіст грав у оренді в італійському клубі «Дженоа», а в 2009—2010 роках знову в оренді в уругвайському «Пеньяролі». У 2009—2010 роках уругвайський півзахисник уже на правах постійного контракту грав за італійський клуб «Лечче».
У 2012 році Рубен Олівера став гравцем італійського клубу «Фіорентина», проте вже в 2013 році уругвайця віддали в оренду до клубу «Дженоа», після чого футболіст повернувся до «Фіорентини», в якій грав до 2014 року. У 2014—2015 роках Олівера грав у складі італійського клубу «Брешія», а в 2015—2016 роках за клуб «Латина». У 2017 році уругвайський півзахисник грав у складі еквадорського клубу «ЛДУ Кіто». У 2017—2018 році Олівера знову грав за клуб «Латина». У 2018—2021 роках футболіст грав у нижчолігових італійських клубах «Априлія» та «Остія Маре», після чого завершив виступи на футбольних полях.

## Виступи за збірну
У 2001 році Рубен Олівера дебютував у складі національної збірної Уругваю. У складі збірної був учасником розіграшу Кубка Америки 2001 року в Колумбії, на якому уругвайська збірна посіла четверте місце. У складі збірної Олівера грав до 2005 року, провів у її складі 18 матчів, у яких забитими голами не відзначився.

## Кар'єра тренера
У 2021 році Рубен Олівера відразу ж по завершенні кар'єри гравця розпочав тренерську кар'єру, та увійшов до тренерського штабу італійського клубу «Априлія». У 2021—2022 роках уругваєць входив до тренерського штабу клубу «Латина», а в 2022 році очолив клуб «Априлія». У 2023—2024 роках Олівера був одним із тренерів італійського клубу «Фрозіноне», а в 2024—2025 роках входив до тренерського штабу іншого італійського клубу «Тренто».

## Титули і досягнення
- Чемпіон Уругваю (2):

«Данубіо»: Апертура 2001
«Пеньяроль»: Клаусура 2008
- Володар Суперкубка Італії з футболу (2):

«Ювентус»: 2002, 2003
- Чемпіон Італії (2):

«Ювентус»: 2002–2003, 2004–2005